# Stranje, Krško
Stranje este o localitate din comuna Krško, Slovenia, cu o populație de 110 locuitori.